# Os Anjos (banda)
Os Anjos foi uma banda carioca de rock formada em 1996 pelos músicos Bernardo Penteado (voz e coro), Marquinhos (baixista e trompetista), Marcos Fonseca (baterista), Roberto Duarte (teclado), Guilherme Vieira (guitarra).

## Carreira
Em 2000, a banda gravou seu primeiro álbum, intitulado Os Anjos.
Em agosto de 2000, participaram do "Escalada do Rock", que foi um concurso para eleger 8 bandas que não tenham vínculo nenhum com gravadoras para tocar no Rock in Rio III, em janeiro de 2001. Através disso, tocaram na Tenda Brasil no dia de abertura do festival, 12 de janeiro.
Em 2002 a banda se apresentou no carnaval no palco montado pela Prefeitura do Rio de Janeiro, na Lapa.

## Discografia
- 2000 - Os Anjos (Indie Records)

### Os Anjos (2000)
Os Anjos é o primeiro e único álbum da banda "Os Anjos". Foi lançado em 2000, com o selo Indie Records.
Com letras de cunho machista, conseguiram emplacar a canção “Posso Não Falar de Amor (Mas Entendo de Mulher)”, presente na trilha-sonora do seriado Malhação, em 2000, como tema do personagem Perereca.
A música “Namorada de Amiga Minha é Homem” (2000), foi primeiro videoclipe roteirizado, dirigido e editado inteiramente por Karla Sabah.

#### Faixas do álbum
| N.º | Título                                            | Compositor(es)                                            | Duração |  |
| 1.  | "Posso Não Falar de Amor (Mas Entendo de Mulher)" | Bernardo Penteado                                         | 3:06    |  |
| 2.  | "Dona Encrenca"                                   | Bernardo Penteado                                         | 3:20    |  |
| 3.  | "A Rural"                                         | Neo Pineo                                                 | 3:11    |  |
| 4.  | "Namorada de Amiga Minha é Homem"                 | Bernardo Penteado                                         | 3:01    |  |
| 5.  | "Nas Nuvens"                                      | Bernardo Penteado, Marcos Fonseca e Marquinhos            | 2:56    |  |
| 6.  | "Love-fu (paródia de Lovefool)"                   | Peter Svensson e Nina Persson - Versão: Bernardo Penteado | 3:00    |  |
| 7.  | "Pra Não Dizer Que Não Falei em Espinhos"         | Bernardo Penteado                                         | 3:32    |  |
| 8.  | "Doida Doidinha"                                  | Bernardo Penteado                                         | 2:55    |  |
| 9.  | "Só Preciso de Você"                              | Bernardo Penteado                                         | 4:11    |  |
| 10. | "Conto da Sereia"                                 | Bernardo Penteado                                         | 2:53    |  |
| 11. | "Modelo e Atriz"                                  | Bernardo Penteado                                         | 3:06    |  |
| 12. | "Engraçadinha"                                    | Bernardo Penteado                                         | 2:43    |  |
| 13. | "Paraíso Tropical"                                | Bernardo Penteado                                         | 3:51    |  |
| 14. | "Vou Ter Que Rir (paródia de El Arbi)"            | Cheb Khaled - Versão: Bernardo Penteado                   | 4:31    |  |